# Pen Sovan
Pen Sovan (ប៉ែន សុវណ្ណ; Chan Teap, Tram Prak, Takéo, 15 de abril de 1936 – 29 de outubro de 2016) foi primeiro-ministro do Camboja entre 27 de junho de 1981 e 5 de dezembro de 1981.
Foi Secretário-Geral do Partido Popular do Camboja de 1979 a 5 de dezembro de 1981.
Morreu em 29 de outubro de 2016, aos 80 anos.